# Hylesia oratex
Hylesia oratex är en fjärilsart som beskrevs av Dyar 1913. Hylesia oratex ingår i släktet Hylesia och familjen påfågelsspinnare. Inga underarter finns listade i Catalogue of Life.